# Безлесъес
Бе́злесъес (латыш. Bezļesjes ezers), Безлесье или Безлесское — озеро Латгальской возвышенности в восточной части Латвии, располагается на территории Рунденской волости Лудзенского края. Относится к бассейну Сарьянки, правого притока Западной Двины.
Находится на восточной окраине национального парка Разнас в лесистой болотистой местности, на высоте 178,6 м над уровнем моря. Округлой формы, вытянуто в меридиональном направлении. Площадь водной поверхности — 16,9 га. Наибольшая глубина — 4,2 м (достигается немного севернее центра акватории), средняя — 2,7 м. Подвержено зарастанию. В прибрежье южной части акватории есть остров площадью 0,03 га. Мощность донных отложений достигает 1,5 м. С северной и северо-восточной стороны к озеру подведено несколько канав. Площадь водосборного бассейна — 1,49 км². Сток идёт на юго-запад по мелиорационной канаве в Волчицу, правый приток Сарьянки.
Водится плотва, окунь, щука, карп, линь.
Зафиксированы следы деятельности бобров.